# Iván V de Rusia
Iván V de Rusia (Iván Alekséievich, ruso: Ива́н Алексе́евич) (Moscú, 6 de septiembre de 1666-Ib, 8 de febrero de 1696) fue zar de Rusia junto con su medio hermano Pedro los cuales gobernaron Rusia entre 1682 y 1696. Fue el más joven de los hijos de Alejo I de Rusia y María Miloslávskaya. Su reinado fue formal debido a sus incapacidades físicas y mentales. En castellano también se lo conocía como Juan V de Rusia.

## Una sucesión incierta
Iván era el segundo hijo del zar Alejo I y de su primera mujer María Miloslávskaya.
A la muerte en 1682 de su hermano mayor, el zar Fiódor III sin dejar descendencia, Iván que contaba entonces con 15 años debía sucederle en el trono. Al ser física y mentalmente disminuido, la Duma de Boyardos decide, tras la sugerencia del Patriarca Joaquín, nombrar zar a su medio hermano Pedro de 10 años, hijo de la segunda mujer de Alejo I.
Los medio hermanos Iván y Pedro, fruto de dos matrimonios distintos de Alejo I, eran muy jóvenes para enfrentarse. Entonces fueron las familias de su primera mujer, María Miloslávskaya, y de la segunda, Natalia Narýshkina, las que combatieron por todos los medios para asegurar la sucesión al trono de su respectivo pariente. Jurídicamente no podía hacerse nada para invalidar a Iván, ya que no existía una norma que impidiera que un discapacitado fuera zar.

## Los Streltsí
Alrededor de 1540 la fidelidad al zar por parte de los Streltsí estaba poniéndose a prueba. Ellos eran considerados la élite de la milicia del Zar, aunque tenían fama de ebrios y susceptibles de corrupción.
En la pelea por la sucesión, se aliaron con Sofía Alekséyevna Románova, hermana de Iván y su mayor defensora, así como la más grande enemiga de su medio hermano Pedro. Comenzó, así, una brutal y sangrienta acción de limpieza durante la revolución moscovita de 1682, en la que cerca de 70 partidarios de la familia contraria fueron ajusticiados en un baño de sangre.

## Un compromiso para la sucesión
A continuación de la revuelta de los parientes de Iván, conducida por su hermana, la Duma de Boyardos definió a Iván como el Zar Mayor, a Pedro como Zar Menor y a la zarevna Sofía como Regente. Iván y Pedro fueron coronados al mismo tiempo el 25 de junio de 1682 en la Catedral de la Dormición en el Kremlin.
Pero Iván, a causa de su condición de salud tan deteriorada no tuvo un rol real en el gobierno del país.
Murió el 8 de febrero de 1696 en Moscú a la edad de 29 años. Ese mismo día, pero 29 años después moriría su hermano menor Pedro.

## Matrimonio e hijos
Iván se casó el año 1684 con Praskovia Saltykova, quien le dio cinco hijos.
- María (24 de marzo de 1689 – 14 de febrero de 1692)
- Feodosia (4 de junio de 1690 – 12 de mayo de 1691)
- Catalina (24 de octubre de 1691 – 14 de junio de 1733) – desposada en 1716 con el duque Carlos Leopoldo de Mecklemburgo-Schwerin y madre de Ana Leopóldovna;
- Ana, futura emperatriz (28 de enero de 1693 – 17 de octubre de 1740) – desposada en 1710 con Federico Guillermo, Duque de Curlandia, futura Zarina desde 1730 a 1740;
- Praskovia (24 de septiembre de 1694 – 8 de octubre de 1731)

## Ancestros
|  |                                              |  |  |  |  |  |  |  |  |  |  |  |  |  |  |  |
|  | 16. Nikita Romanovich Zakharyin-Yuriev       |  |  |  |  |  |  |  |  |  |  |  |  |  |  |  |
|  |                                              |  |  |  |  |  |  |  |  |  |  |  |  |  |  |  |
|  |                                              |  |  |  |  |  |  |  |  |  |  |  |  |  |  |  |
|  | 8. Patriarca Fiódor Románov                  |  |  |  |  |  |  |  |  |  |  |  |  |  |  |  |
|  |                                              |  |  |  |  |  |  |  |  |  |  |  |  |  |  |  |
|  |                                              |  |  |  |  |  |  |  |  |  |  |  |  |  |  |  |
|  | 17. Evdokia Alexandrovna Gorbataya-Shuiskaya |  |  |  |  |  |  |  |  |  |  |  |  |  |  |  |
|  |                                              |  |  |  |  |  |  |  |  |  |  |  |  |  |  |  |
|  |                                              |  |  |  |  |  |  |  |  |  |  |  |  |  |  |  |
|  | 4. Zar Miguel I Romanov de Rusia             |  |  |  |  |  |  |  |  |  |  |  |  |  |  |  |
|  |                                              |  |  |  |  |  |  |  |  |  |  |  |  |  |  |  |
|  |                                              |  |  |  |  |  |  |  |  |  |  |  |  |  |  |  |
|  | 18. Iván Vasilievich Shestov                 |  |  |  |  |  |  |  |  |  |  |  |  |  |  |  |
|  |                                              |  |  |  |  |  |  |  |  |  |  |  |  |  |  |  |
|  |                                              |  |  |  |  |  |  |  |  |  |  |  |  |  |  |  |
|  | 9. Ksenia Shestova                           |  |  |  |  |  |  |  |  |  |  |  |  |  |  |  |
|  |                                              |  |  |  |  |  |  |  |  |  |  |  |  |  |  |  |
|  |                                              |  |  |  |  |  |  |  |  |  |  |  |  |  |  |  |
|  | 19. María Ivanovna Shestova                  |  |  |  |  |  |  |  |  |  |  |  |  |  |  |  |
|  |                                              |  |  |  |  |  |  |  |  |  |  |  |  |  |  |  |
|  |                                              |  |  |  |  |  |  |  |  |  |  |  |  |  |  |  |
|  | 2. Zar Alejo I Romanov de Rusia              |  |  |  |  |  |  |  |  |  |  |  |  |  |  |  |
|  |                                              |  |  |  |  |  |  |  |  |  |  |  |  |  |  |  |
|  |                                              |  |  |  |  |  |  |  |  |  |  |  |  |  |  |  |
|  | 20. Stepan Andreevich Streshnev              |  |  |  |  |  |  |  |  |  |  |  |  |  |  |  |
|  |                                              |  |  |  |  |  |  |  |  |  |  |  |  |  |  |  |
|  |                                              |  |  |  |  |  |  |  |  |  |  |  |  |  |  |  |
|  | 10. Lukyán Stepánovich Streshniov            |  |  |  |  |  |  |  |  |  |  |  |  |  |  |  |
|  |                                              |  |  |  |  |  |  |  |  |  |  |  |  |  |  |  |
|  |                                              |  |  |  |  |  |  |  |  |  |  |  |  |  |  |  |
|  | 21. María Ivanovna Streshnev                 |  |  |  |  |  |  |  |  |  |  |  |  |  |  |  |
|  |                                              |  |  |  |  |  |  |  |  |  |  |  |  |  |  |  |
|  |                                              |  |  |  |  |  |  |  |  |  |  |  |  |  |  |  |
|  | 5. Yevdokiya Streshniova                     |  |  |  |  |  |  |  |  |  |  |  |  |  |  |  |
|  |                                              |  |  |  |  |  |  |  |  |  |  |  |  |  |  |  |
|  |                                              |  |  |  |  |  |  |  |  |  |  |  |  |  |  |  |
|  | 22. Konstantin Volkonskij Yushkov            |  |  |  |  |  |  |  |  |  |  |  |  |  |  |  |
|  |                                              |  |  |  |  |  |  |  |  |  |  |  |  |  |  |  |
|  |                                              |  |  |  |  |  |  |  |  |  |  |  |  |  |  |  |
|  | 11. Anna Konstantínovna Volkónskaya          |  |  |  |  |  |  |  |  |  |  |  |  |  |  |  |
|  |                                              |  |  |  |  |  |  |  |  |  |  |  |  |  |  |  |
|  |                                              |  |  |  |  |  |  |  |  |  |  |  |  |  |  |  |
|  | 23. Yushkov                                  |  |  |  |  |  |  |  |  |  |  |  |  |  |  |  |
|  |                                              |  |  |  |  |  |  |  |  |  |  |  |  |  |  |  |
|  |                                              |  |  |  |  |  |  |  |  |  |  |  |  |  |  |  |
|  | 1. Zar Iván V de Rusia                       |  |  |  |  |  |  |  |  |  |  |  |  |  |  |  |
|  |                                              |  |  |  |  |  |  |  |  |  |  |  |  |  |  |  |
|  |                                              |  |  |  |  |  |  |  |  |  |  |  |  |  |  |  |
|  | 24. Iván Ivanovich Miloslavsky               |  |  |  |  |  |  |  |  |  |  |  |  |  |  |  |
|  |                                              |  |  |  |  |  |  |  |  |  |  |  |  |  |  |  |
|  |                                              |  |  |  |  |  |  |  |  |  |  |  |  |  |  |  |
|  | 12. Daniil Ivánovich Miloslavski             |  |  |  |  |  |  |  |  |  |  |  |  |  |  |  |
|  |                                              |  |  |  |  |  |  |  |  |  |  |  |  |  |  |  |
|  |                                              |  |  |  |  |  |  |  |  |  |  |  |  |  |  |  |
|  | 25. Miloslavsky                              |  |  |  |  |  |  |  |  |  |  |  |  |  |  |  |
|  |                                              |  |  |  |  |  |  |  |  |  |  |  |  |  |  |  |
|  |                                              |  |  |  |  |  |  |  |  |  |  |  |  |  |  |  |
|  | 6. Ilyá Danílovich Miloslavski               |  |  |  |  |  |  |  |  |  |  |  |  |  |  |  |
|  |                                              |  |  |  |  |  |  |  |  |  |  |  |  |  |  |  |
|  |                                              |  |  |  |  |  |  |  |  |  |  |  |  |  |  |  |
|  | 13. Stepánida                                |  |  |  |  |  |  |  |  |  |  |  |  |  |  |  |
|  |                                              |  |  |  |  |  |  |  |  |  |  |  |  |  |  |  |
|  |                                              |  |  |  |  |  |  |  |  |  |  |  |  |  |  |  |
|  | 3. María Miloslávskaya                       |  |  |  |  |  |  |  |  |  |  |  |  |  |  |  |
|  |                                              |  |  |  |  |  |  |  |  |  |  |  |  |  |  |  |
|  |                                              |  |  |  |  |  |  |  |  |  |  |  |  |  |  |  |
|  | 14. Fedor Narbekov                           |  |  |  |  |  |  |  |  |  |  |  |  |  |  |  |
|  |                                              |  |  |  |  |  |  |  |  |  |  |  |  |  |  |  |
|  |                                              |  |  |  |  |  |  |  |  |  |  |  |  |  |  |  |
|  | 7. Ekaterina Fiódorovna Narbékova            |  |  |  |  |  |  |  |  |  |  |  |  |  |  |  |
|  |                                              |  |  |  |  |  |  |  |  |  |  |  |  |  |  |  |
|  |                                              |  |  |  |  |  |  |  |  |  |  |  |  |  |  |  |
|  | 15. Narbekov                                 |  |  |  |  |  |  |  |  |  |  |  |  |  |  |  |
|  |                                              |  |  |  |  |  |  |  |  |  |  |  |  |  |  |  |
|  |                                              |  |  |  |  |  |  |  |  |  |  |  |  |  |  |  |